# Astragalus solandri
Astragalus solandri är en ärtväxtart som beskrevs av Richard Thomas. Lowe. Astragalus solandri ingår i släktet vedlar, och familjen ärtväxter. Inga underarter finns listade i Catalogue of Life.